# سان یوجی
سان یوجی (انگلیسی: Sun Yujie؛ زادهٔ ۱۰ اوت ۱۹۹۲) یک شمشیرباز اهل جمهوری خلق چین است.